# Vélomobile à pédalage constant
 (mars 2023).
Le vélomobile à pédalage constant est un concept mis au point [Quand ?] par Daniel Couque et Jean Thévenet, de l'association ADV qui ont construit plusieurs prototypes, sous le nom de Fitness-Car. Il s'agit d'une vélomobile munie d'un système de transmission électrique:
- le pédalage est constant, parce que relié uniquement à un alternateur.
- celui-ci charge une batterie
- dont le courant est disponible pour faire avancer le véhicule, par l'intermédiaire d'un moteur électrique.

L'énergie est donc fournie uniquement par le pédalage, et celui-ci est régulier, sans à-coup, car il est possible de pédaler aussi bien au feu rouge qu'en descente, augmentant d'autant l'énergie disponible pour la montée suivante ou le redémarrage.
Cette technique a donc un grand intérêt pour la santé, en permettant de faire des progrès rapides en endurance dans les meilleures conditions contrairement à une circulation classique irrégulière (montées, arrêts, redémarrages…) qui est loin d'être optimale pour l'entraînement.